# Język tokelau
Język tokelau – język z rodziny polinezyjskiej, używany przez lud Tokelau – rdzenną ludność archipelagu Tokelau (nowozelandzkie terytorium zależne Tokelau wraz z przyległą wyspą Swains w Samoa Amerykańskim). Blisko spokrewniony z językiem samoańskim. W Tokelau jest objęty statusem języka urzędowego (wraz z językiem angielskim).
Jest zapisywany alfabetem łacińskim. 

## Liczebniki
W języku tokelau występują trzy systemy liczebników. Inaczej określa się liczbę tuńczyków i ośmiornic, inaczej orzechów kokosowych i produktów wytworzonych bezpośrednio z ich łupin, a inaczej pozostałe rzeczy.
Oto zapis tych liczebników i odpowiadających im podmiotów:
| Ilość                     | Przedmioty opisywane przez liczebniki                              | Przedmioty opisywane przez liczebniki | Przedmioty opisywane przez liczebniki |
| Ilość                     | orzechy kokosowe do picia, dojrzałe i niedojrzałe orzechy kokosowe | tuńczyki i ośmiornice                 | wszystkie inne ryby                   |
| ------------------------- | ------------------------------------------------------------------ | ------------------------------------- | ------------------------------------- |
| 1                         | Fokotahi                                                           | Fokotahi                              | Tahi                                  |
| 2                         | Heaoa                                                              | Heaoa                                 | Luagamata                             |
| 3                         | Tolugafua                                                          | Tolugafua                             | Tolugamata                            |
| 4                         | Fagafua                                                            | Fagafua                               | Fagamata                              |
| 5                         | Limagafua                                                          | Lima                                  | Limagamata                            |
| 6                         | Onogafua                                                           | Onogafua                              | Onogamata                             |
| 7                         | Fitugafua                                                          | Fitugafua                             | Fitugamata                            |
| 8                         | Valugafua                                                          | Valugafua                             | Valugamata                            |
| 9                         | Ivagafua                                                           | Ivagafua                              | Ivagamata                             |
| 10                        | Fuiniu                                                             | Tinoagafulu                           | Lauagafulu                            |
| 11                        | Fuiniu ma tahi                                                     | Tinoagafulu ma tahi                   | Lauagafulu ma tahi                    |
| 12                        | Fuiniu ma lua                                                      | Tinoagafulu ma lua                    | Lauagafulu ma lua                     |
| 13                        | Fuiniu ma tolu                                                     | Tinoagafulu ma tolu                   | Lauagafulu ma tolu                    |
| 14                        | Fuiniu ma fa                                                       | Tinoagafulu ma fa                     | Lauagafulu ma fa                      |
| 15                        | Fuiniu ma lima                                                     | Tinoagafulu ma lima                   | Lauagafulu ma lima                    |
| 16                        | Fuiniu ma ono                                                      | Tinoagafulu ma ono                    | Lauagafulu ma ono                     |
| 17                        | Fuiniu ma fitu                                                     | Tinoagafulu ma fitu                   | Lauagafulu ma fitu                    |
| 18                        | Fuiniu ma valu                                                     | Tinoagafulu ma valu                   | Lauagafulu ma valu                    |
| 19                        | Fuiniu ma iva                                                      | Tinoagafulu ma iva                    | Lauagafulu ma iva                     |
| 20                        | Te amoga                                                           | Tino lua                              | Laulua                                |
| 21                        | Te amoga ma tahi                                                   | Tino lua ma tahi                      |                                       |
| 22                        | Te amoga ma lua                                                    |                                       |                                       |
| 23                        | Te amoga ma tolu                                                   |                                       |                                       |
| 24                        | Te amoga ma fa                                                     |                                       |                                       |
| 25                        | Te amoga ma lima                                                   |                                       |                                       |
| 26                        | Te amoga ma ono                                                    |                                       |                                       |
| 27                        | Te amoga fitu                                                      |                                       |                                       |
| 28                        | Te amoga ma valu                                                   |                                       |                                       |
| 29                        | Te amoga ma iva                                                    |                                       |                                       |
| 30                        | Tolugapulupulu                                                     | Tino tolu                             |                                       |
| 31                        |                                                                    | Tino tolu ma tahi                     |                                       |
| 40                        | Fagapulupulu                                                       | Tino fa                               |                                       |
| 41                        | Fagapulupulu ma tahi                                               |                                       |                                       |
| 42                        |                                                                    | Tino fa ma lua                        |                                       |
| 50                        | Limagapulupulu                                                     | Tino lima                             |                                       |
| 52                        | Limagapulupulu ma lua                                              |                                       |                                       |
| 53                        |                                                                    | Tino lima ma tolu                     |                                       |
| 60                        | Onogapulupulu                                                      | Tino ono                              |                                       |
| 63                        | Onogapulupulu ma tolu                                              |                                       |                                       |
| 64                        |                                                                    | Tino ono ma fa                        |                                       |
| 70                        | Fitugapulupulu                                                     | Tino fitu                             |                                       |
| 74                        | Fitugapulupulu ma fa                                               |                                       |                                       |
| 75                        |                                                                    | Tino fitu ma lima                     |                                       |
| 80                        | Valugapulupulu                                                     | Tino valu                             |                                       |
| 85                        | Valugapulupulu ma lima                                             |                                       |                                       |
| 86                        |                                                                    | Tino valu ma ono                      |                                       |
| 90                        | Ivagapulupulu                                                      | Tino iva                              |                                       |
| 96                        | Ivagapulupulu ma ono                                               |                                       |                                       |
| 97                        |                                                                    | Tino iva ma fitu                      |                                       |
| 100                       | Helau                                                              | Lau                                   |                                       |
| 101                       | Helau ma tahi                                                      |                                       |                                       |
| 102                       | Helau ma lua                                                       |                                       |                                       |
| 120                       | Helau ma te amoga                                                  |                                       |                                       |
| 130                       | Helau ma te tolugapulupulu                                         |                                       |                                       |
| 140                       | Helau ma te fagapulupulu                                           |                                       |                                       |
| 200                       | Lua helau                                                          |                                       |                                       |
| 1000                      | Tahiga te puli                                                     |                                       |                                       |
| 2000                      | Luaga te puli                                                      |                                       |                                       |
| 3000                      | Toluga te puli                                                     |                                       |                                       |
| kilkanaście (ok. 11–20)   | Tai te amoga                                                       |                                       | Tailaulua                             |
| kilkadziesiąt (ok. 21–30) | Tai tolugapulupulu                                                 | Tai tino tolu                         |                                       |
| kilkadziesiąt (ok. 51–60) |                                                                    | Tai tino ono                          |                                       |